# パネジェム2世

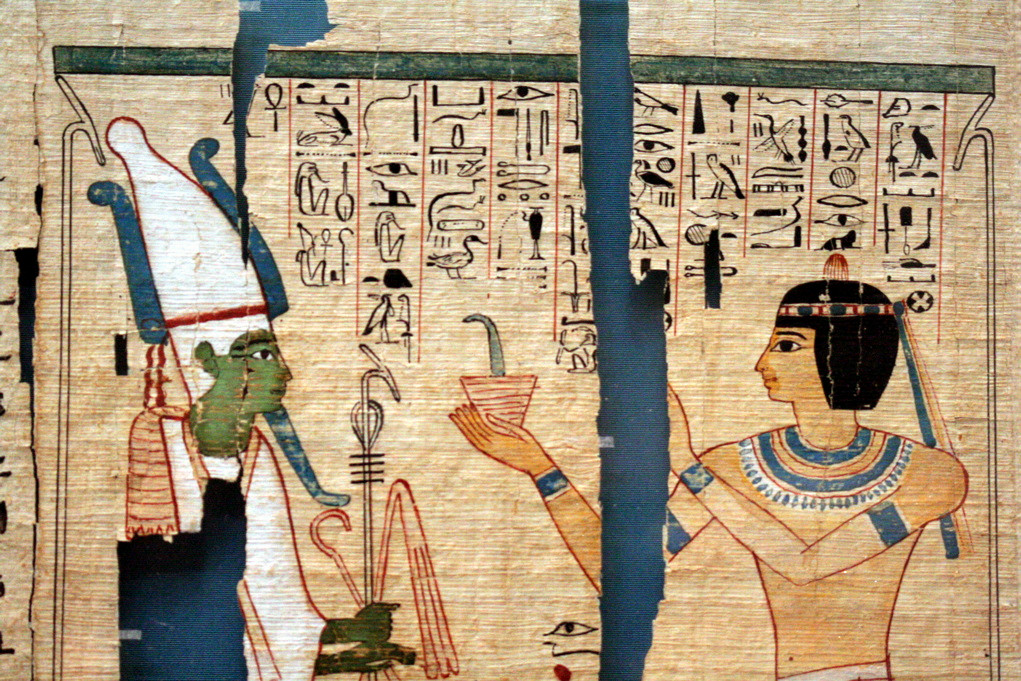
パネジェム2世とオシリス神

パネジェム2世（Pinejem, 在職: 前990年 - 前969年）は古代エジプト第21王朝時代の大司祭。

## 概要
先代の大司祭スメンデス2世の弟で、先々代のメンケペルラーの息子。妻に実妹のイセトエムケブD、もう一人の妻ネスコンスは兄スメンデス2世の娘でパネジェム2世自身の姪に当たる。
第21王朝時代は神官勢力の絶頂期に当たり、事実上の支配者として上エジプトを統治した。しかし、父や祖父のパネジェム1世のような即位名やカルトゥーシュは用いず、あくまでも下エジプトを治めるタニス王家の臣下としての立場に徹した。
パネジェム2世が没した後、その遺体は妻と娘の一人であるネシタネベトイシェルウと共にハトシェプスト女王葬祭殿の背後の山中に作られた墓 (DB320) に埋葬された。この墓は後に盗掘を受けた他の墓から移されたミイラの避難場所として使用され、王家の谷やテーベの周辺地域に埋葬されていた第17王朝から第21王朝時代の王侯貴族たち延べ40名以上の遺体が集められた。その中にはイアフメス1世、アメンヘテプ1世、トトメス1世、同2世、同3世、セティ1世、ラムセス1世、同2世、同9世と言った新王国時代の名だたるファラオ達も含まれており、1881年にこの墓を発見したガストン・マスペロら学者たちと各国のエジプト考古学界に大きな驚きを持って受け入れられた。